# A+ (langage)
 (janvier 2018).
Si vous disposez d'ouvrages ou d'articles de référence ou si vous connaissez des sites web de qualité traitant du thème abordé ici, merci de compléter l'article en donnant les références utiles à sa vérifiabilité et en les liant à la section « Notes et références ».
Pour les articles homonymes, voir A+.
A+ est un langage de programmation matriciel dérivé du langage de programmation A, qui à son tour a été créé pour remplacer APL en 1988.  Arthur Whitney a développé la partie « A » de A+, tandis que d'autres développeurs de Morgan Stanley l'ont étendu, en ajoutant une interface utilisateur graphique et d'autres fonctionnalités linguistiques. A+ a été conçu pour des applications numériquement intensives, en particulier celles que l'on trouve dans les applications financières. A+ fonctionne sur de nombreuses variantes Unix, y compris Linux. A+ est un langage interactif de haut niveau interprété.
A+ fournit un ensemble étendu de fonctions et d'opérateurs, une interface utilisateur graphique avec synchronisation automatique des widgets et des variables, l'exécution asynchrone des fonctions associées aux variables et aux événements, le chargement dynamique des sous-programmes compilés par l'utilisateur et d'autres fonctionnalités. Une interface utilisateur graphique plus récente n'a pas encore été portée sur toutes les plates-formes prises en charge.

## Caractéristiques
Le langage A+ implémente plusieurs modifications au langage APL
A+ implémente un objet appelé une dépendance, qui est une variable globale (la variable dépendante) et une définition associée qui ressemble à une fonction sans arguments. Les valeurs peuvent être explicitement définies et référencées exactement de la même manière que pour une variable globale, mais elles peuvent également être définies via la définition associée.
Le développement A+ interactif est principalement effectué dans l'éditeur Xemacs, via des extensions à l'éditeur. Comme le code A+ utilise les symboles APL d'origine, l'affichage de A+ nécessite une police avec ses caractères spéciaux; une police appelée "kapl" est fournie sur le site Web à cette fin.

## Parenté avec le langage K
Arthur Whitney a ensuite créé le langage K, un langage matriciel propriétaire. Comme J, K omet le jeu de caractères APL. Il n'a pas certaines des complexités perçues de A+, telles que l'existence d'énoncés et deux modes de syntaxe différents.